# ماريا إليزابيث هولاند
ماريا إليزابيث هولاند (بالإنجليزية: Maria Elizabeth Holland)‏ هي رسامة نباتية ‏ جنوب أفريقية، ولدت في 24 أبريل 1836 في يوتينهاغ في جنوب أفريقيا، وتوفيت في 15 يناير 1878 في لندن في المملكة المتحدة.